# 鳳凰計劃 (香港)
《鳳凰計劃》（英語：Project Phoenix）是香港政府推出的一項策略性計劃，旨在促進本地足球運動的全面發展。該計劃由民政事務局委託專業顧問團隊制定，透過檢視香港足球的現有架構，提出針對性的改善措施。計劃於2011年正式啟動，政府在隨後三年每年向香港足球總會提供2,000萬港元的專項撥款，用於推行各項足球發展舉措。
《鳳凰計劃》三年實施期結束後，香港足球總會於2015年推出《五年策略計劃 力爭上游 萬眾一心》，延續並深化足球發展工作。其後，足總於2020年公布《展望2025策略計劃》，為香港足球制定未來五年的發展藍圖，聚焦專業化與普及化的雙軌目標，並最終實現香港足球隊晉級2034年世界盃決賽周的目標。

## 歷史
香港足球總會根據《鳳凰計劃》聘請足球顧問團草擬改革報告，於2011年2月11日舉行的董事局會議上，通過原則上同意及支持足球顧問團所建議之報告。同年4月14日，香港足球總會召開特別會員大會，出席的84人全部投贊成票，一致通過修改憲章，正式落實《鳳凰計劃》改革香港足球運動，定於2012年成立香港職業足球聯賽（後改稱為香港超級聯賽）。。
2014年5月，由香港政府委任的足球專責小組就是否繼續資助香港足球總會改革香港足球運動而舉行會議，並且原則上支持。同年年中，香港足球總會向足球專責小組提交由行政總裁薛基輔所撰寫、題名為《力爭上游─萬眾一心》的策略計劃書，以5年時間推行，預計最早於2015年開始；內容列出9項主要發展目標，包括提升香港足球代表隊（男子及女子）在國際足協世界排名上的名次、增強代表隊在國際大型賽事中的競爭能力以及興建將軍澳足球訓練中心等等。當中，以香港足球代表隊於5至10年內躋身至世界排名前100名及亞洲排名前10名為成功指標，以及躋身2020年奧運會決賽周。演變自香港甲組足球聯賽的香港職業足球聯賽方面，則以5年內將賽事平均入座率提高至3,500人為成功指標，並且提及將於下個球季推出全新的預備組聯賽，屆時將會規定每隊只能夠有不多於4名21歲以上足球運動員上陣。
2014年，主項目首季香港超級聯賽正式舉行，象徵鳳凰計劃正式告一段落，並以《力爭上游─萬眾一心》計劃書為後續發展。

## 爭議
香港足球代表隊主教練金判坤批評香港足球總會對香港足球代表隊欠缺支援，要求香港足球代表隊於5至10年內躋身至世界排名前100名「不切實際」，反而應該着眼將香港足球代表隊年輕化。

## 外部連結
- 《力爭上游──萬眾一心》 2015-2020年度本地足球發展的策略方案 pdf （页面存档备份，存于）